# Krešimir III de Croacia
Krešimir III (muerto en 1030) fue un rey de Croacia en 1000-1030 de la Dinastía Trpimirović y fundador de la casa de Krešimirović. Fue el segundo hijo del antiguo rey Stjepan Držislav. Hasta 1020, cogobernó con su hermano Gojslav. Ambos se hicieron con el poder tras una guerra civil con el hermano primogénito Svetoslav, su antecesor.
Después de que Stejpan Držislav murió en 997, su hijo Svetoslav Suronja le sucedió como rey de Croacia. Krešimir se rebeló, junto con su hermano Gojslav contra el nuevo rey, y probablemente utilizó su alianza con el Imperio Bizantino para pedir ayuda al Primer Imperio búlgaro. Durante este tiempo, tuvo lugar una invasión búlgara, en la que el monarca Samuel de Bulgaria saqueó las ciudades dálmatas y gran parte de Bosnia.  Durante los dos últimos años (999–1000) de la guerra civil croata, estos dos rebeldes habían logrado expulsar a Svetoslav Suronja, probablemente con alguna ayuda búlgara, quien marchó al exilio de Venecia en el año 1000. 
Krešimir fue sucedido por su hijo Stjepan alrededor de 1030, cuando regresó de Venecia de nuevo a Croacia. Es posible que él co-gobernara con su padre desde 1028.